# Basil Heatley
Benjamin Basil Heatley (Kenilworth, 1933. december 25. – Worcester, 2019. augusztus 3.) olimpiai ezüstérmes brit atléta, hosszútávfutó.

## Pályafutása
1964. június 13-án 2:13:55-ös eredménnyel új világcsúcsot állított fel a Polytechnic Marathonon az angliai Chiswickben. Az 1964-es tokiói olimpián ezüstérmet szerzett maratonfutásban Abebe Bikila mögött.

## Sikerei, díjai
- Olimpiai játékok – maraton
  - ezüstérmes: 1964, Tokió